# Vincent Askew
Vincent Jerome Askew (Memphis, 28 febbraio 1966) è un ex cestista e allenatore di pallacanestro statunitense, professionista nella NBA.

## Carriera
È stato selezionato dai Philadelphia 76ers al secondo giro del Draft NBA 1987 (39ª scelta assoluta).

## Statistiche

### College
| Anno      | Squadra        | PG  | PT | MP   | TC%  | 3P%  | TL%  | RP  | AP  | PRP | SP  | PP   |
| --------- | -------------- | --- | -- | ---- | ---- | ---- | ---- | --- | --- | --- | --- | ---- |
| 1984-1985 | Memphis Tigers | 35  | -  | 33,6 | 51,1 | -    | 63,4 | 3,3 | 4,9 | 1,0 | 0,1 | 8,3  |
| 1985-1986 | Memphis Tigers | 34  | -  | 32,2 | 49,0 | -    | 81,4 | 6,7 | 2,9 | 0,9 | 0,2 | 10,9 |
| 1986-1987 | Memphis Tigers | 34  | 33 | 34,2 | 48,3 | 38,1 | 78,7 | 5,0 | 3,8 | 1,5 | 0,1 | 15,1 |
| Carriera  | Carriera       | 103 | 33 | 33,3 | 49,2 | 38,1 | 75,1 | 5,0 | 3,9 | 1,1 | 0,1 | 11,4 |

### NBA

#### Regular Season
| Anno      | Squadra             | PG  | PT | MP   | TC%  | 3P%  | TL%  | RP  | AP  | PRP | SP  | PP  |
| --------- | ------------------- | --- | -- | ---- | ---- | ---- | ---- | --- | --- | --- | --- | --- |
| 1987-1988 | Philadelphia 76ers  | 14  | 2  | 16,7 | 29,7 | -    | 72,7 | 1,6 | 2,4 | 0,7 | 0,4 | 3,7 |
| 1990-1991 | G.S. Warriors       | 7   | 0  | 12,1 | 48,0 | -    | 81,8 | 1,6 | 1,9 | 0,3 | 0,0 | 4,7 |
| 1991-1992 | G.S. Warriors       | 80  | 10 | 18,7 | 50,9 | 10,0 | 69,4 | 2,9 | 2,4 | 0,6 | 0,3 | 6,2 |
| 1992-1993 | Sacramento Kings    | 9   | 0  | 8,4  | 47,1 | -    | 73,3 | 1,2 | 0,6 | 0,2 | 0,1 | 3,0 |
| 1992-1993 | Seattle S.Sonics    | 64  | 4  | 16,5 | 49,3 | 33,3 | 70,1 | 2,3 | 1,8 | 0,6 | 0,3 | 6,0 |
| 1993-1994 | Seattle S.Sonics    | 80  | 3  | 21,1 | 48,1 | 19,4 | 82,9 | 2,3 | 2,4 | 0,9 | 0,2 | 9,1 |
| 1994-1995 | Seattle S.Sonics    | 71  | 1  | 24,2 | 49,2 | 33,0 | 73,9 | 2,5 | 2,5 | 0,7 | 0,2 | 9,9 |
| 1995-1996 | Seattle S.Sonics    | 69  | 2  | 25,0 | 49,3 | 33,7 | 76,4 | 3,2 | 2,4 | 0,7 | 0,2 | 8,4 |
| 1996-1997 | N.J. Nets           | 1   | 0  | 7,0  | -    | -    | -    | 0,0 | 0,0 | 0,0 | 0,0 | 0,0 |
| 1996-1997 | Indiana Pacers      | 41  | 0  | 20,0 | 43,2 | 29,2 | 79,1 | 2,4 | 2,2 | 0,4 | 0,1 | 5,6 |
| 1996-1997 | Denver Nuggets      | 1   | 0  | 9,0  | 66,7 | -    | 100  | 0,0 | 0,0 | 0,0 | 0,0 | 6,0 |
| 1997-1998 | Portland T. Blazers | 30  | 5  | 14,8 | 35,2 | 0,0  | 71,8 | 2,3 | 1,3 | 0,6 | 0,2 | 2,2 |
| Carriera  | Carriera            | 467 | 27 | 20,0 | 47,9 | 30,0 | 75,4 | 2,5 | 2,2 | 0,7 | 0,2 | 7,1 |

#### Playoffs
| Anno     | Squadra          | PG | PT | MP   | TC%  | 3P%  | TL%  | RP  | AP  | PRP | SP  | PP  |
| -------- | ---------------- | -- | -- | ---- | ---- | ---- | ---- | --- | --- | --- | --- | --- |
| 1991     | G.S. Warriors    | 6  | 0  | 6,8  | 40,0 | -    | 50,0 | 1,8 | 0,3 | 0,3 | 0,0 | 2,5 |
| 1992     | G.S. Warriors    | 4  | 0  | 7,5  | 12,5 | -    | -    | 1,0 | 1,3 | 0,0 | 0,0 | 0,5 |
| 1993     | Seattle S.Sonics | 12 | 0  | 8,6  | 56,1 | -    | 69,6 | 1,6 | 0,8 | 0,1 | 0,1 | 5,2 |
| 1994     | Seattle S.Sonics | 5  | 0  | 19,0 | 35,7 | 0,0  | 84,2 | 1,2 | 1,8 | 0,4 | 0,0 | 7,2 |
| 1995     | Seattle S.Sonics | 4  | 0  | 23,3 | 41,4 | 80,0 | 66,7 | 3,8 | 2,0 | 0,8 | 0,0 | 7,5 |
| 1996     | Seattle S.Sonics | 19 | 0  | 18,2 | 34,3 | 26,1 | 60,7 | 2,2 | 1,4 | 0,7 | 0,4 | 3,7 |
| Carriera | Carriera         | 50 | 0  | 14,1 | 39,8 | 34,5 | 68,4 | 1,9 | 1,2 | 0,4 | 0,2 | 4,3 |

## Palmarès
- 2 volte CBA MVP (1990, 1991)
- 2 volte All-CBA First Team (1990, 1991)
- CBA All-Defensive First Team (1991)
- Miglior rimbalzista WBL (1990)
- Migliore nella percentuale di tiro WBL (1990)